# Nicole Livingstone
Nicole Dawn Livingstone (nombre de casada Nicole Stevenson; Melbourne, 24 de junio de 1971) es una deportista australiana que compitió en natación.
Participó en tres Juegos Olímpicos de Verano, obteniendo en total tres medallas, bronce en Barcelona 1992, en 200 m espalda, y dos en Atlanta 1996, plata en 4 × 100 m estilos y bronce en 4 × 200 m libre.
Ganó una medalla de plata en el Campeonato Mundial de Natación de 1991, una medalla de bronce en el Campeonato Mundial de Natación en Piscina Corta de 1995 y catorce medallas en el Campeonato Pan-Pacífico de Natación entre los años 1987 y 1995.
En 1997 fue condecorada con la Medalla de la Orden de Australia (OAM).

## Palmarés internacional
| Juegos Olímpicos                    | Juegos Olímpicos         | Juegos Olímpicos  | Juegos Olímpicos  |
| Año                                 | Lugar                    | Medalla           | Prueba            |
| ----------------------------------- | ------------------------ | ----------------- | ----------------- |
| 1992                                | Barcelona (España)       | Medalla de bronce | 200 m espalda     |
| 1996                                | Atlanta (Estados Unidos) | Medalla de plata  | 4 × 100 m estilos |
| 1996                                | Atlanta (Estados Unidos) | Medalla de bronce | 4 × 200 m libre   |
| Campeonato Mundial                  |                          |                   |                   |
| Año                                 | Lugar                    | Medalla           | Prueba            |
| 1991                                | Perth (Australia)        | Medalla de plata  | 4 × 100 m estilos |
| Campeonato Mundial en Piscina Corta |                          |                   |                   |
| Año                                 | Lugar                    | Medalla           | Prueba            |
| 1995                                | Río de Janeiro (Brasil)  | Medalla de bronce | 4 × 200 m libre   |
| Campeonato Pan-Pacífico             |                          |                   |                   |
| Año                                 | Lugar                    | Medalla           | Prueba            |
| 1987                                | Brisbane (Australia)     | Medalla de oro    | 100 m espalda     |
| 1987                                | Brisbane (Australia)     | Medalla de oro    | 200 m espalda     |
| 1989                                | Tokio (Japón)            | Medalla de plata  | 100 m espalda     |
| 1989                                | Tokio (Japón)            | Medalla de plata  | 4 × 100 m estilos |
| 1989                                | Tokio (Japón)            | Medalla de bronce | 200 m espalda     |
| 1991                                | Edmonton (Canadá)        | Medalla de plata  | 100 m espalda     |
| 1991                                | Edmonton (Canadá)        | Medalla de plata  | 200 m espalda     |
| 1991                                | Edmonton (Canadá)        | Medalla de plata  | 4 × 100 m estilos |
| 1991                                | Edmonton (Canadá)        | Medalla de bronce | 4 × 100 m libre   |
| 1991                                | Edmonton (Canadá)        | Medalla de bronce | 4 × 200 m libre   |
| 1993                                | Kobe (Japón)             | Medalla de plata  | 4 × 100 m estilos |
| 1995                                | Atlanta (Estados Unidos) | Medalla de oro    | 200 m espalda     |
| 1995                                | Atlanta (Estados Unidos) | Medalla de oro    | 4 × 100 m estilos |
| 1995                                | Atlanta (Estados Unidos) | Medalla de plata  | 100 m espalda     |